# Olivet (Kansas)
Olivet és una població dels Estats Units a l'estat de Kansas. Segons el cens del 2000 tenia 64 habitants.

## Demografia
Segons el cens del 2000, Olivet tenia 64 habitants, 34 habitatges, i 16 famílies. La densitat de població era de 98,8 habitants/km².
Dels 34 habitatges en un 11,8% hi vivien nens de menys de 18 anys, en un 44,1% hi vivien parelles casades, en un 0% dones solteres, i en un 52,9% no eren unitats familiars. En el 50% dels habitatges hi vivien persones soles el 29,4% de les quals corresponia a persones de 65 anys o més que vivien soles. El nombre mitjà de persones vivint en cada habitatge era d'1,88 i el nombre mitjà de persones que vivien en cada família era de 2,75.
Per edats la població es repartia de la següent manera: un 12,5% tenia menys de 18 anys, un 4,7% entre 18 i 24, un 14,1% entre 25 i 44, un 46,9% de 45 a 60 i un 21,9% 65 anys o més.
L'edat mediana era de 51 anys. Per cada 100 dones de 18 o més anys hi havia 100 homes.
La renda mediana per habitatge era de 32.188 $ i la renda mediana per família de 58.750 $. Els homes tenien una renda mediana de 19.583 $ mentre que les dones 17.250 $. La renda per capita de la població era de 15.781 $. Cap de les famílies i el 7,4% de la població estaven per davall del llindar de pobresa.

## Poblacions més properes
El següent diagrama mostra les poblacions més properes.